# Strumigenys ludia
Strumigenys ludia är en myrart som beskrevs av Mann 1922. Strumigenys ludia ingår i släktet Strumigenys och familjen myror. Inga underarter finns listade i Catalogue of Life.

## Bildgalleri

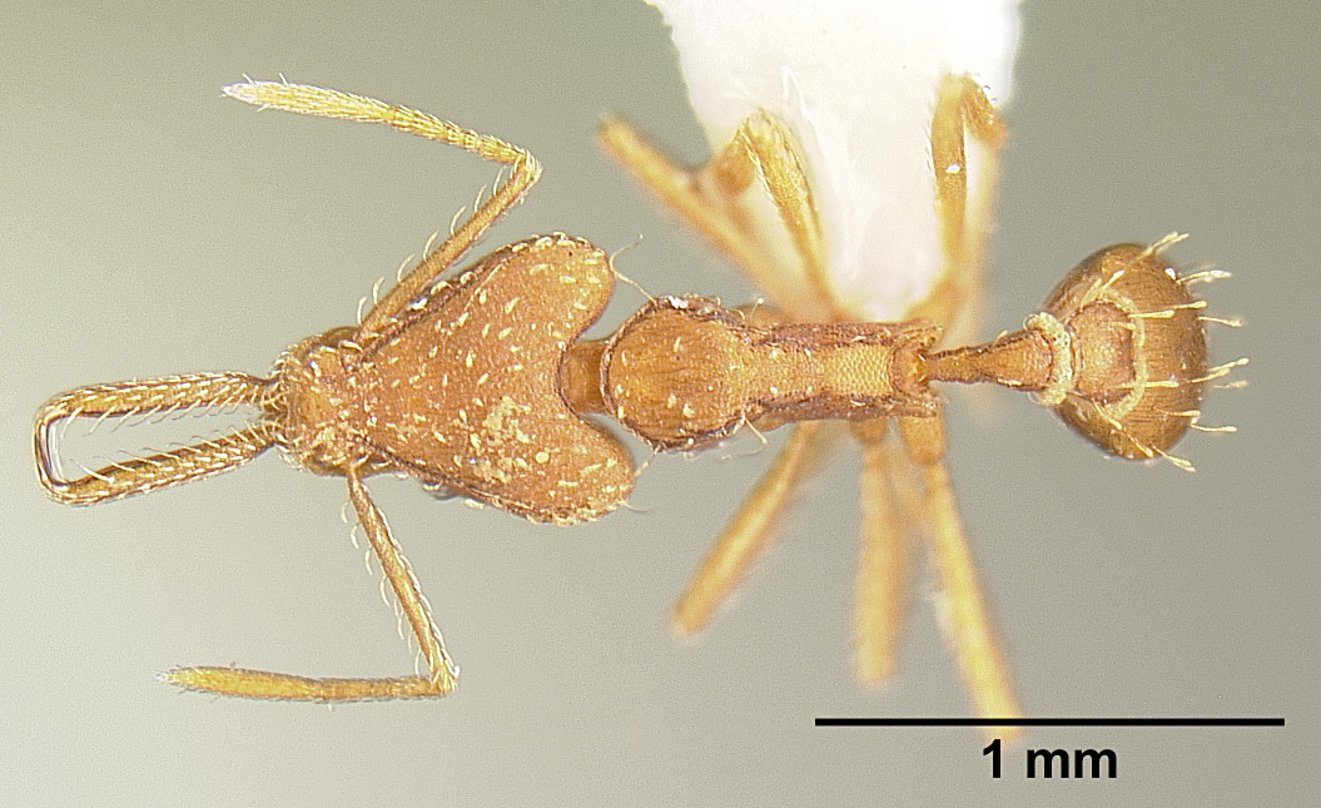
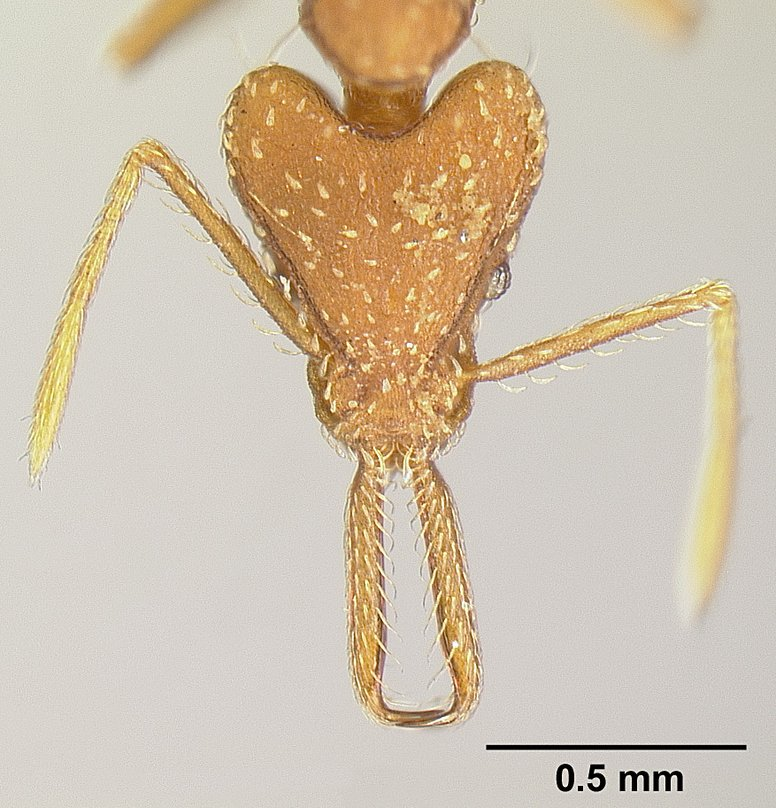
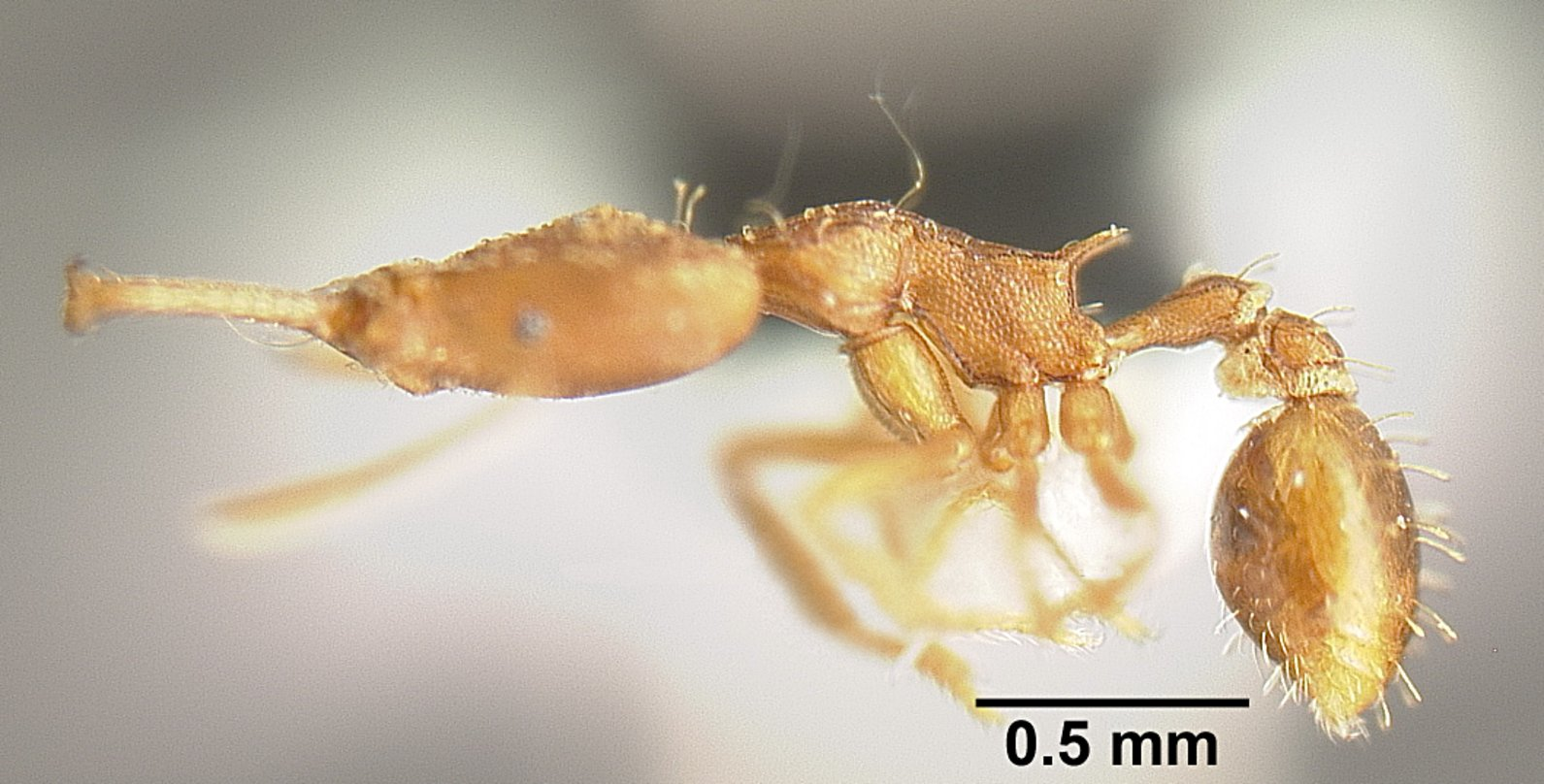